# Mons Gruithuisen Gamma
Mons Gruithuisen Gamma är ett berg på norra delen av den sida av månen som vetter mot jorden. Bergets diameter vid basen är omkring 20 km. Det fick sitt namn 1976 efter kratern Gruithuisen, som har fått sitt namn av den tyske läkaren och astronomen Franz von Paula Gruithuisen.
Berget ligger precis väster om Mons Gruithuisen Delta och med kratern Gruithuisen i syd till öst. Kratern Gruithuisen ligger i ett område där månhavet Oceanus Procellarum i väster möter månhavet Mare Imbrium i öster. Mons Gruithuisen har dock bergig terräng på sin västra sida och bara dess sydligaste del ligger intill en utlöpare mot nordost av Oceanus Procellarum.